# 林茨巷
林茨巷（Linzer Gasse）与粮食胡同（Getreidegasse）、施泰因巷（Steingasse）同为奥地利萨尔茨堡的著名街巷。它位于萨尔茨堡老城右岸（Altstadt rechts）以及萨尔茨堡新城（Neustadt），嘉布遣山（Kapuzinerberg）山脚下，西起国家桥（Staatsbrücke），东到弗朗茨-约瑟夫大街（Franz-Josef-Straße）。
在采邑主教时期，林茨巷成为通往林茨和奥地利的重要交通动脉，因而得名。林茨巷沿街有140多家商店和历史建筑，是一个热门旅游目的地。每年6月的最后一个周末，在这里举行“林茨巷节”（Linzergassenfest）。
林茨巷的东段，被圣巴斯弟盎堂（Sebastianskirche）的钟楼和立面所主宰。
- 圣安德肋堂（Andräkirche）
- 圣巴斯弟盎堂（Sebastianskirche）

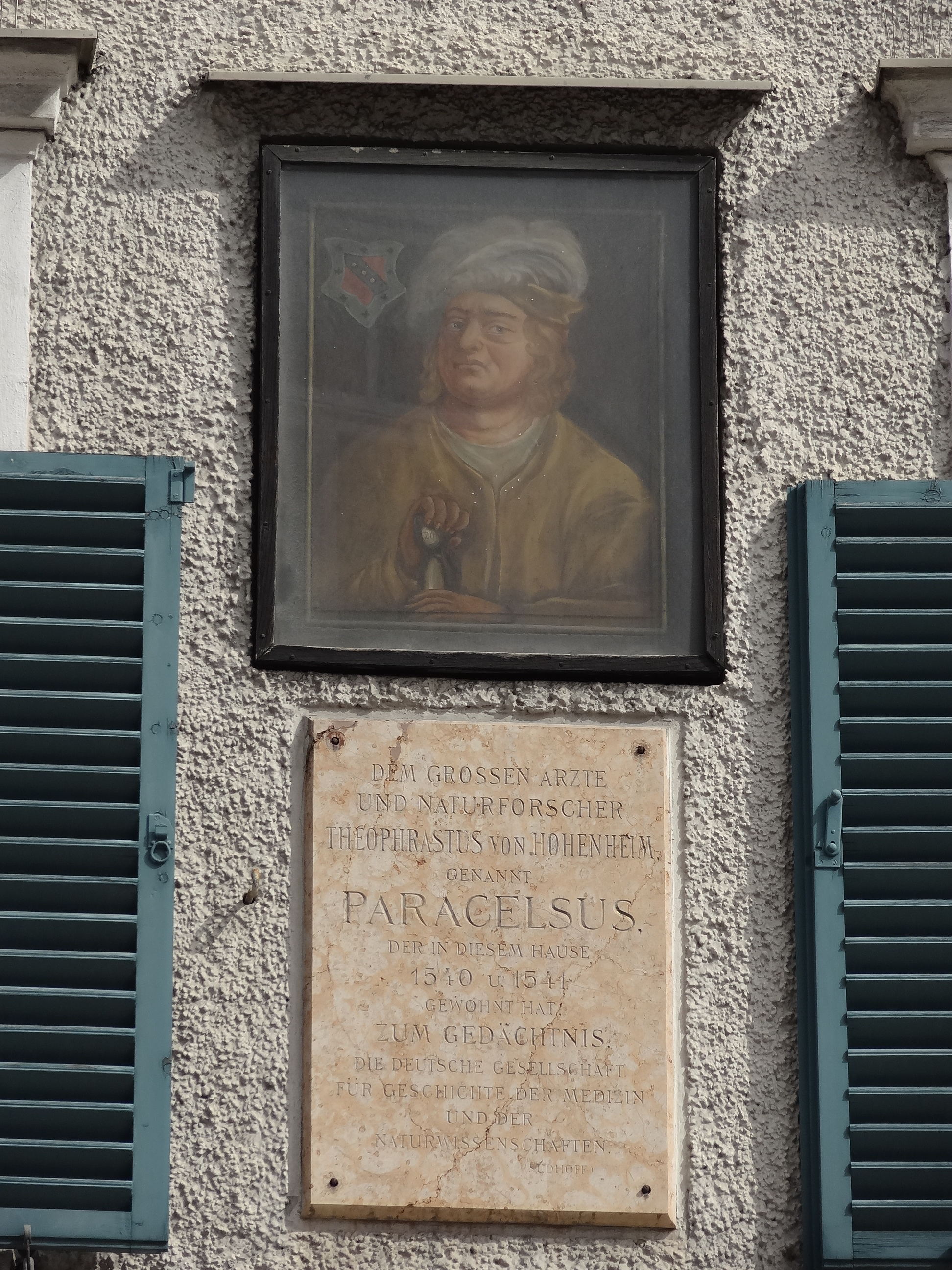
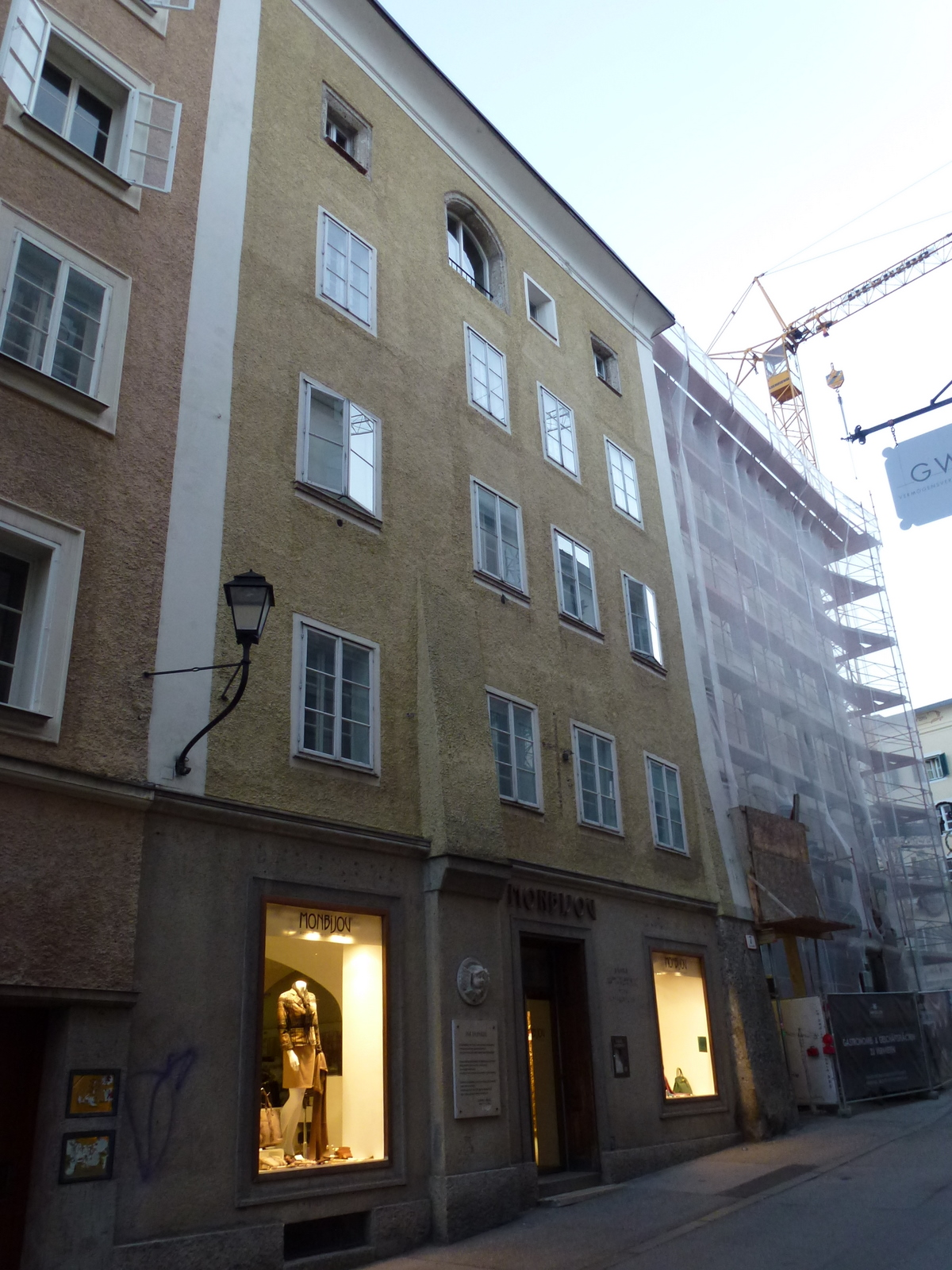
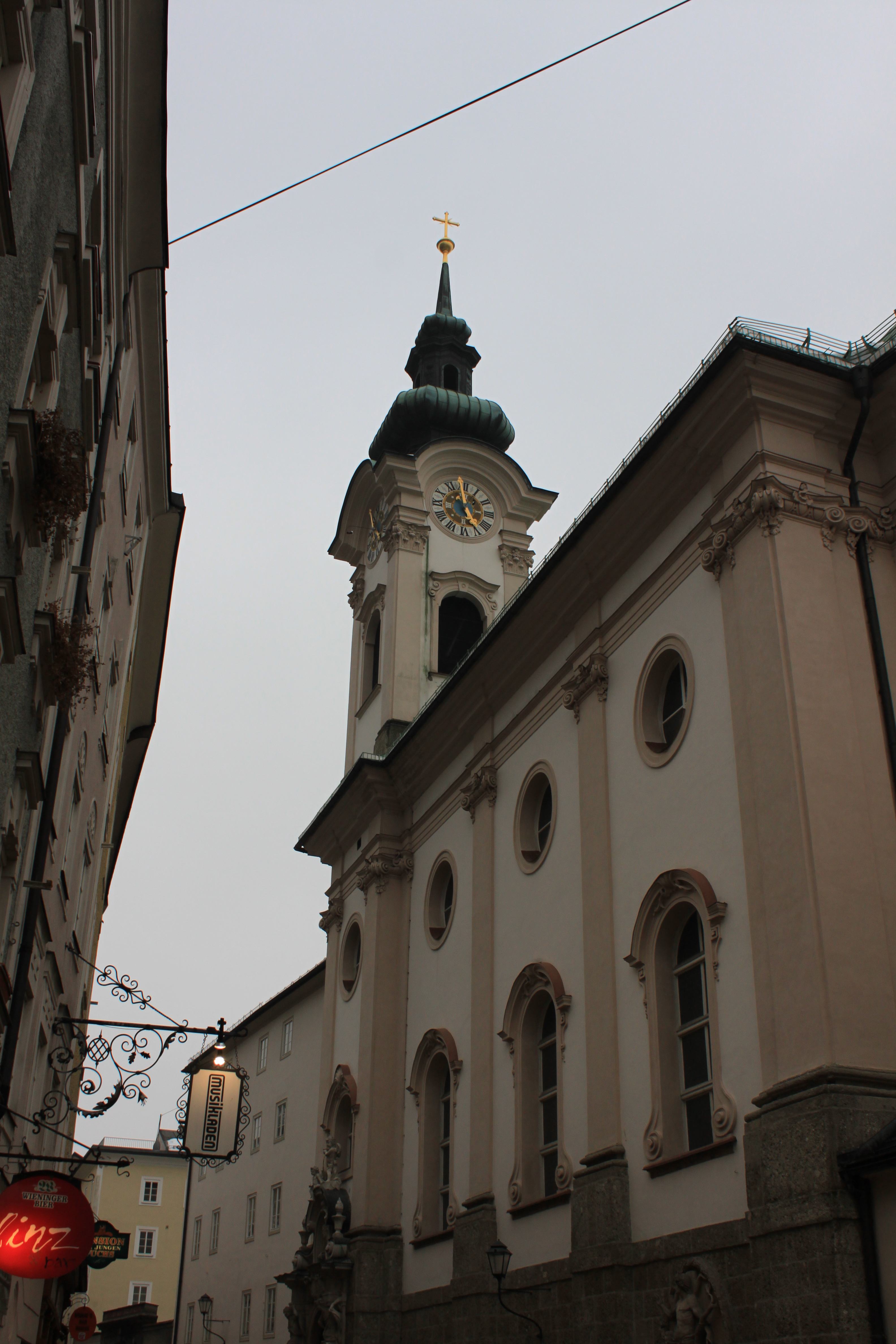
圣巴斯弟盎堂